# Sybrand van Haersma Buma
Sybrand van Haersma Buma (vaak wordt zijn achternaam verkort tot Buma) (Workum, 30 juli 1965) is een Nederlands jurist, politicus en bestuurder. Hij is lid van het Christen-Democratisch Appèl (CDA). Sinds 26 augustus 2019 is hij burgemeester van Leeuwarden. Van 23 mei 2002 tot 29 mei 2019 was hij Tweede Kamerlid; van 12 oktober 2010 tot 21 mei 2019 als fractievoorzitter van het CDA.

## Opleiding en loopbaan
Buma volgde van 1977 tot 1983 het atheneum op de RSG Magister Alvinus in Sneek. Van 1983 tot 1989 studeerde hij Nederlands recht aan de Rijksuniversiteit Groningen. Daarna volgde hij een postdoctorale studie internationaal recht aan de Universiteit van Cambridge. Tijdens zijn studententijd was hij onder andere voorzitter van de Groninger Studenten Roeivereniging “Aegir”. In 1986 volbracht hij de Elfstedentocht.
In 1990 ging Buma als stafjurist bij de Afdeling bestuursrechtspraak van de Raad van State werken. In 1992 werd hij beleidsmedewerker bij het ministerie van Binnenlandse Zaken. In deze periode was hij lid van de Haagse Sociëteit De Witte.
Voorafgaand aan zijn Tweede Kamerlidmaatschap was Buma tussen 1994 en 2002 beleidsmedewerker justitie en plaatsvervangend ambtelijk secretaris van de CDA-Tweede Kamerfractie. Van januari tot juni 2002 was hij namens het CDA gemeenteraadslid van Leidschendam-Voorburg.

## Tweede Kamerlid
Van 23 mei 2002 tot 29 mei 2019 was hij Tweede Kamerlid namens het CDA. In de Tweede Kamer heeft hij zich onder meer beziggehouden met justitie (strafrecht en strafprocesrecht, openbaar ministerie, JBZ-raad) en binnenlandse zaken (openbare orde, veiligheid).
Buma werd bij zijn afscheid als Kamerlid benoemd tot ridder in de Orde van Oranje-Nassau en ontving het Zilveren Koetsje, omdat hij 25 jaar aan het Binnenhof heeft gewerkt.

#### Fractieleider
Buma gaf van 12 oktober 2010 tot en met 21 mei 2019 leiding aan de CDA-fractie in de Tweede Kamer. In zijn fractie had hij te maken met de twee 'dissidenten' Ad Koppejan en Kathleen Ferrier. Zij waren kritisch op de samenwerking met de Partij voor de Vrijheid (PVV) die gedoogsteun gaf aan het kabinet-Rutte I. Tegelijkertijd was PVV-partijleider Geert Wilders regelmatig zeer kritisch op het kabinet of deed voorstellen die bij velen niet in goede aarde vielen, zoals een meldpunt voor misstanden door Polen.
In zijn hoedanigheid als fractievoorzitter nam Buma in het voorjaar van 2012 deel aan de gesprekken in het Catshuis om de begroting voor 2013 onder het door de Europese Commissie vereiste 3% begrotingstekort te houden. Het kabinet viel, nadat Wilders op 23 april 2012 uit de gesprekken was weggelopen omdat hij zich niet kon vinden in de lastenverzwaring voor ouderen. Buma gaf aan "zijn buik vol te hebben" van de samenwerking met de PVV.

#### Lijsttrekker

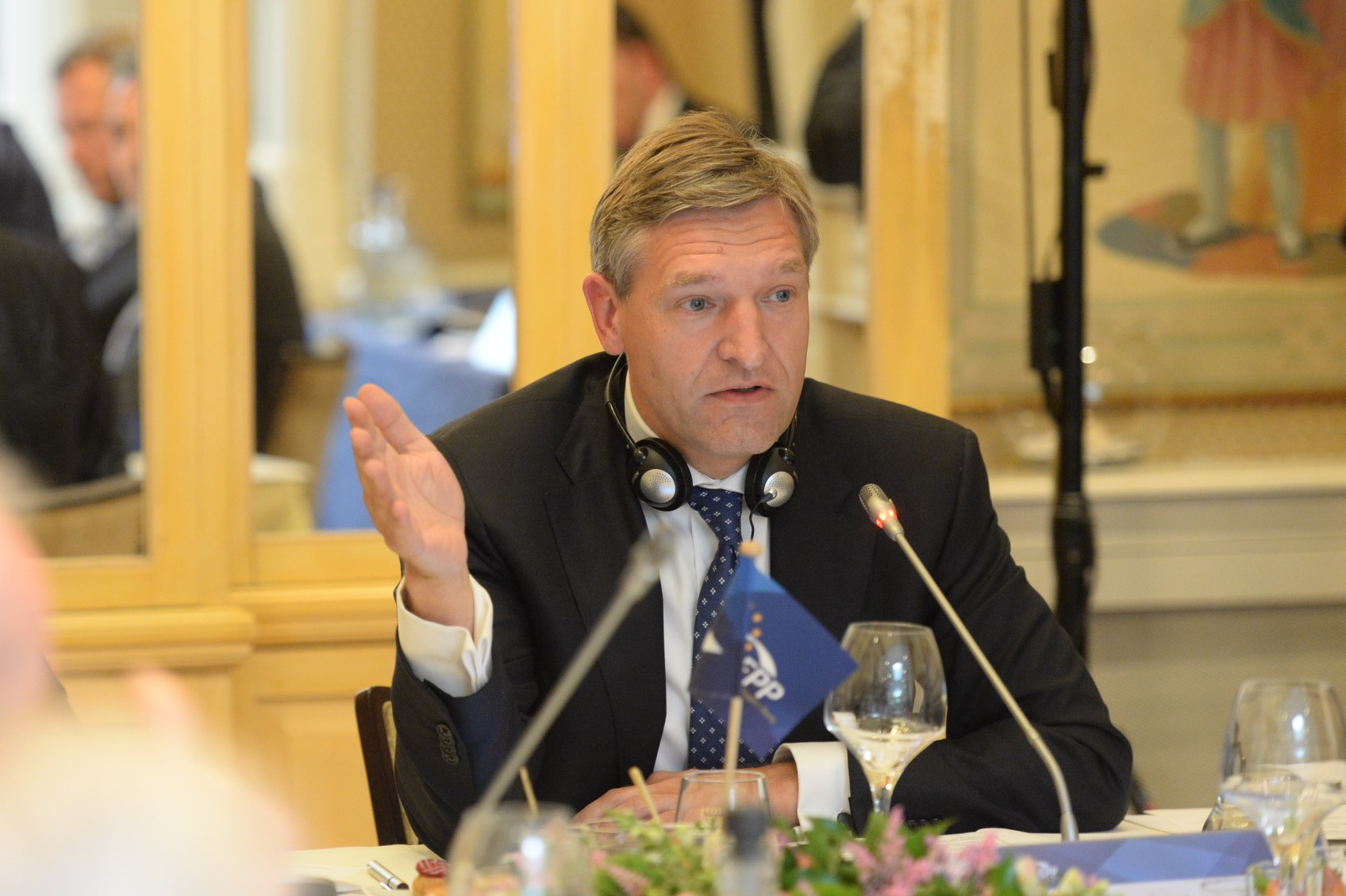
Buma in 2015

In aanloop naar de Tweede Kamerverkiezingen van 2012 stelde Buma zich verkiesbaar voor het lijsttrekkerschap van het CDA bij de Tweede Kamerverkiezingen op 12 september 2012. Op 18 mei 2012 werd hij verkozen. Hij behaalde bij de eerste stemronde 51,4% van de stemmen. Op het partijcongres van 30 juni werd zijn lijsttrekkerschap formeel bekrachtigd. Daarmee was hij ook partijleider geworden.
Op 15 augustus 2012 presenteerde hij zijn boek Samen kunnen we meer. De eerste exemplaren werden uitgereikt aan Jan Slagter, CDA-lid en oprichter/directeur van ouderenomroep MAX en Sywert van Lienden, initiatiefnemer van de G500-beweging.
Bij de Tweede Kamerverkiezingen op 12 september 2012 behaalde het CDA dertien zetels, een verlies van acht, en het laagste aantal ooit. Het CDA ging oppositie voeren en onder zijn leiding schoof de partij vanuit het midden naar rechts op. Bij de Tweede Kamerverkiezingen van maart 2017 was hij opnieuw lijsttrekker. Het CDA behaalde negentien zetels en was daarmee na de VVD en de PVV de derde partij.
Op 4 september 2017 hield Buma in de Rode Hoed in Amsterdam, terwijl de kabinetsformatie nog gaande was, de negende HJ Schoo-lezing onder de titel 'Verwarde tijden!' die om richting vragen.

## Burgemeester van Leeuwarden
Op 16 mei 2019 droeg de gemeenteraad van Leeuwarden Buma voor als de nieuwe burgemeester. Op 26 augustus 2019 werd hij geïnstalleerd in de Grote of Jacobijnerkerk. Als burgemeester werd hij verantwoordelijk voor openbare orde en veiligheid, algemene communicatie, handhaving en publieke zaken.

## Persoonlijk
Buma stamt uit het Friese geslacht Buma en is de zoon van burgemeester Bernhard van Haersma Buma (1932-2020) en Elly van Werkum (1933-2019). Hij is de kleinzoon van Sybrand Marinus van Haersma Buma (oud-burgemeester van Stavoren (1930-1938) en Wymbritseradeel (1938-1941)). Zijn oudgrootvader Bernhardus Buma werd in 1813 burgemeester van Leeuwarden. Zijn grootmoeder van moederskant, Clarisse Henriëtte Cohen, kwam uit een Joodse familie uit Würzburg. Buma woonde tot zijn benoeming in Leeuwarden in Voorburg. Hij is getrouwd en heeft twee kinderen.
Met zijn verwant Wiete Hopperus Buma schreef hij Gerlacus Buma. Een Friese patriciërszoon in het leger van Napoleon en Willem I. Amsterdam, 2018, over een ver militair familielid dat leefde van 1793 tot 1838.
Op 15 maart 2025 was Buma te zien in een aflevering van Verborgen verleden.

## Publicaties
- [met Wiete Hopperus Buma], Gerlacus Buma. Een Friese patriciërszoon in het leger van Napoleon en Willem I. Amsterdam, 2018.
- Sybrand Buma: 'Verwarde tijden!’ die om richting vragen. H.J. Schoo-lezing 2017. Amsterdam, Uitgeverij Elsevier Weekblad, september 2017. ISBN 978-94-6348-017-8
- Sybrand Buma: Tegen het cynisme. Voor een nieuwe moraal in de politiek. Amsterdam, Prometheus, 2016. ISBN 9789044633108
- Sybrand Buma: Samen kunnen we meer. Schoorl, Uitgeverij Conserve, 2012. ISBN 978-90-5429-343-9
- Sybrand van Haersma Buma: Over het toetsen van wetten aan de grondwet. Een blik op de kern van de democratie. Leeuwarden, Universitaire Pers Fryslân, 2004. Geen ISBN

- Bibliothèque nationale de France: cb17863827q (data)
- Gemeinsame Normdatei: 1177747235
- International Standard Name Identifier: 0000 0003 8946 1753
- Library of Congress Control Number: n2020060019
- Nederlandse Thesaurus van Auteursnamen: 303181435
- Parlement.com: vg9fgoprxix4
- Système universitaire de documentation: 245260218
- Virtual International Authority File: 282844447